# Elsie Fuller
Elsie Fuller (* 23. Juni 1901 in Aarhus als Else Dornonville de la Cour; † nach 1940) war eine dänische Schauspielerin und Drehbuchautorin.

## Leben
Elsie Fuller wurde 1901 in Aarhus geboren. Sie war Tochter von Paul Victor Dornonville de la Cour und Woldby Maria.
Ab 1920 arbeitete sie häufiger in den USA. Fuller heiratete am 3. Januar 1927 Gustav von Koczian-Miskolczy in Los Angeles. Gemeinsam lebten sie meist in den USA. Im Oktober 1932 reichte sie die Scheidung ein. Eigentlich wollte sie einen Captain de Conti heiraten. 1937 tauchte sie letztmals als Else von Koczian auf. Vermutlich fand die zweite Ehe nicht statt. In Papieren des FBI tauchte in den 1940ern eine Baroness Elsa von Koczian als Mitglied des Amerikadeutschen Bundes auf. Am 15. April 1940 befragte sie das FBI.
1921 hatte Fuller in dem Film Matrimonial Web ihren ersten Auftritt. 1927 schrieb sie das Drehbuch für Geständnisse einer Frau.

## Filmografie
- 1921: Matrimonial Web
- 1923: Maciste und die chinesische Truhe
- 1923: Der Tiger des Zirkus Farini
- 1924: Die Andere
- 1926: Tons of Money
- 1927: Geständnisse einer Frau (The Woman on Trial)